# 方濟各·蒙泰尼格羅
方濟各·蒙泰尼格羅（義大利語：Francesco Montenegro；1946年5月22日—）是意大利籍天主教司鐸級樞機及現任阿格里真托總教區總主教。

## 生平
蒙泰尼格羅於1949年10月4日在意大利墨西拿省的首府墨西拿出生。他於1969年8月8日，在墨西拿-利帕里島-聖盧恰德爾梅拉總教區晉鐸。
他於2000年3月18日晉牧，並獲教宗若望保祿二世任命為墨西拿-利帕里島-聖盧恰德爾梅拉總教區輔理主教。直到2008年2月23日，蒙泰尼格羅接替成為阿格里真托總教區正權總主教。
2015年1月4日，教宗方濟各在三鐘經祈禱活動結束之際宣佈將他擢升為樞機。他於隔月14日與教宗舉行共祭彌撒大典，並被擢升為司鐸級樞機，領聖大額我略堂區司鐸銜。

## 牧徽

方濟各·蒙泰尼格羅樞機牧徽